# Adelheid Dietrich

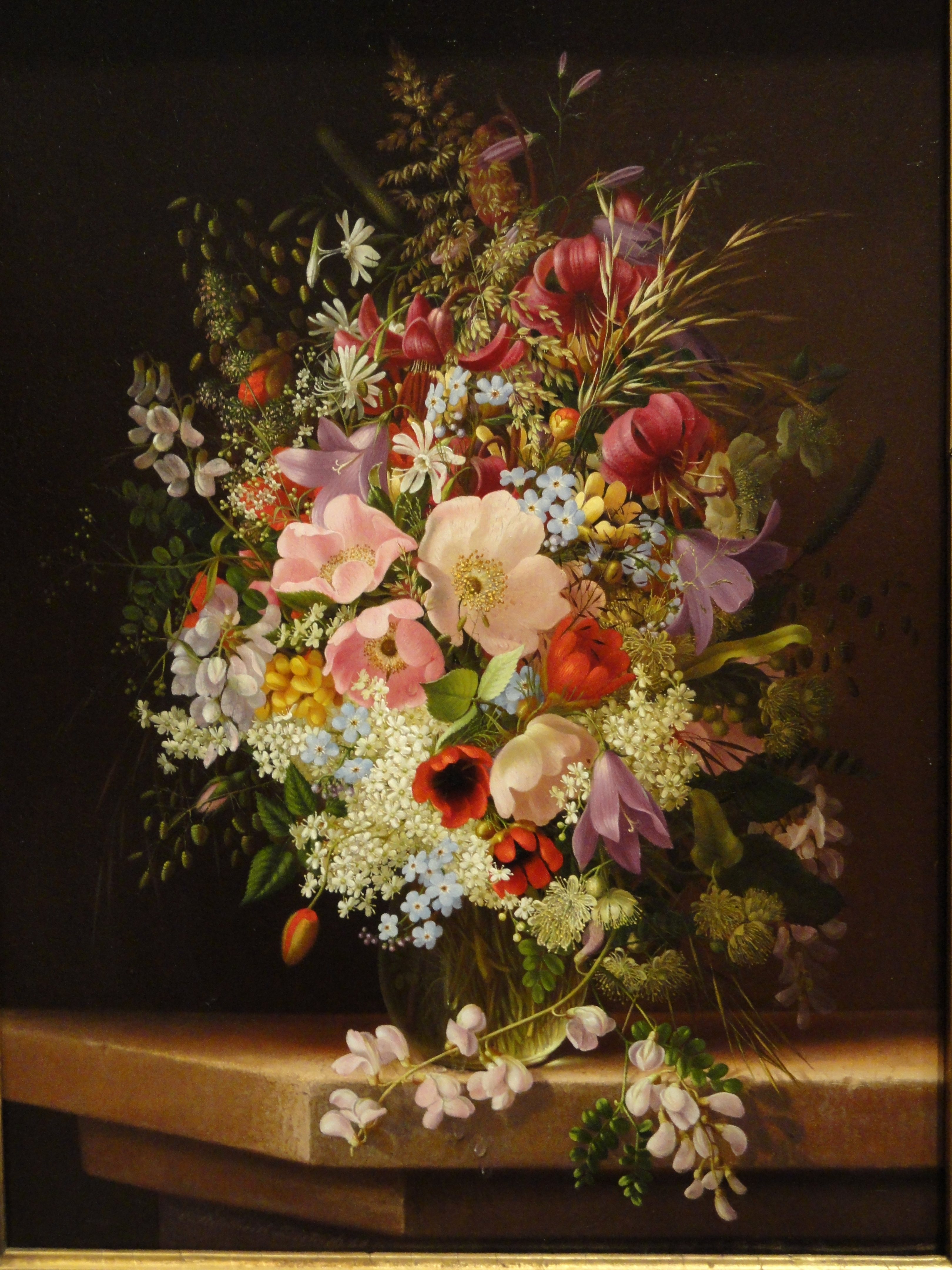
Stilleben, 1868.

Adelheid Dietrich, född den 13 oktober 1827 i Wittenberg, död den 2 april 1891 i Erfurt, var en tysk målare, dotter och elev till målaren Eduard Dietrich. Hon målade främst stilleben med blommor och frukt som visade påverkan av nederländska mästare.
Dietrichs första utställning i Dresden 1847 följdes av tre dekader av utställningar i  Berlin, Bremen och Kassel. Hon är representerad bland annat i Angermuseum i Erfurt och i Bundeskanzleramt i Berlin. Många av hennes verk finns även i amerikanska museer, gallerier och privata samlingar.